# Maison de Milan Piroćanac
La maison de Milan Piroćanac (en serbe cyrillique : Кућа Милана Пироћанца ; en serbe latin : Kuća Milana Piroćanca) est située à Belgrade, la capitale de la Serbie, dans la municipalité urbaine de Stari grad. Construite en 1884, elle est inscrite sur la liste des biens culturels de la Ville de Belgrade.

## Présentation
La maison, située 7 rue Francuska et 20 rue Simina, a été construite en 1884 pour Milan Piroćanac, l'un des hommes politiques serbes les plus importants des années 1880. Elle constitue un exemple de résidence urbaine de cette époque. Elle est probablement l'œuvre de l'architecte Jovan Ilkić, qui a dessiné la maison dans le style académique de l'époque, avec des éléments néorenaissance ornant la façade. La villa se présente comme un bâtiment séparé de ses voisins.
Milan Piroćanac (1837-1897), juriste et écrivain, a été l'un des fondateurs du Parti populaire. Il a été premier ministre dans le gouvernement du roi Milan Ier de Serbie.